# Ohio County (Kentucky)
Ohio County ist ein County im Bundesstaat Kentucky der Vereinigten Staaten von Amerika. Das U.S. Census Bureau hat bei der Volkszählung 2020 eine Einwohnerzahl von 23.772 ermittelt.
Der Verwaltungssitz (County Seat) ist Hartford, und die größte Stadt ist Beaver Dam. Das County gehört zu den Dry Countys, was bedeutet, dass der Verkauf von Alkohol eingeschränkt oder verboten ist.

## Geographie
Das County liegt im mittleren Westen von Kentucky, ist im Norden etwa 40 km vom Bundesstaat Illinois entfernt und hat eine Fläche von 1546 Quadratkilometern, wovon acht Quadratkilometer Wasserfläche sind. Es grenzt im Uhrzeigersinn an folgende Countys: Hancock County, Breckinridge County, Grayson County, Butler County, Muhlenberg County, McLean County und Daviess County.

## Geschichte
Ohio County wurde am 17. Dezember 1798 aus Teilen des Hardin County gebildet. Benannt wurde es nach dem Ohio River.
Zwei Stätten im Muhlenberg County haben wegen ihrer besonderen geschichtlichen Bedeutung den Status einer National Historic Landmark, der Green River Shell Middens Archeological District und Indian Knoll. Insgesamt sind 18 Bauwerke und Stätten des Countys im National Register of Historic Places eingetragen (Stand 19. Oktober 2017).

## Demografische Daten
Nach der Volkszählung im Jahr 2000 lebten im Ohio County 22.916 Menschen. Davon wohnten 340 Personen in Sammelunterkünften, die anderen Einwohner lebten in 8.899 Haushalten und 6.585 Familien. Die Bevölkerungsdichte betrug 15 Einwohner pro Quadratkilometer. Ethnisch betrachtet setzte sich die Bevölkerung zusammen aus 97,71 Prozent Weißen, 0,75 Prozent Afroamerikanern, 0,19 Prozent amerikanischen Ureinwohnern, 0,20 Prozent Asiaten, 0,03 Prozent Bewohnern aus dem pazifischen Inselraum und 0,45 Prozent aus anderen ethnischen Gruppen; 0,67 Prozent stammten von zwei oder mehr Ethnien ab. 1,01 Prozent der Bevölkerung waren spanischer oder lateinamerikanischer Abstammung.
Von den 8.899 Haushalten hatten 33,0 Prozent Kinder und Jugendliche unter 18 Jahre, die bei ihnen lebten. 61,2 Prozent waren verheiratete, zusammenlebende Paare, 9,2 Prozent waren allein erziehende Mütter, 26,0 Prozent waren keine Familien, 23,2 Prozent waren Singlehaushalte und in 11,1 Prozent lebten Menschen im Alter von 65 Jahren oder darüber. Die Durchschnittshaushaltsgröße betrug 2,54 und die durchschnittliche Familiengröße lag bei 2,98 Personen.
Auf das gesamte County bezogen setzte sich die Bevölkerung zusammen aus 24,9 Prozent Einwohnern unter 18 Jahren, 8,6 Prozent zwischen 18 und 24 Jahren, 27,5 Prozent zwischen 25 und 44 Jahren, 24,6 Prozent zwischen 45 und 64 Jahren und 14,4 Prozent waren 65 Jahre alt oder darüber. Das Durchschnittsalter betrug 38 Jahre. Auf 100 weibliche Personen kamen 96,6 männliche Personen. Auf 100 Frauen im Alter von 18 Jahren alt oder darüber kamen statistisch 94,2 Männer.
Das jährliche Durchschnittseinkommen eines Haushalts betrug 29.557 US-Dollar, das Durchschnittseinkommen der Familien betrug 34.970 USD. Männer hatten ein Durchschnittseinkommen von 29.778 USD, Frauen 19.233 USD. Das Pro-Kopf-Einkommen betrug 15.317 USD. 13,9 Prozent der Familien und 17,3 Prozent der Bevölkerung lebten unterhalb der Armutsgrenze. Davon waren 21,9 Prozent Kinder oder Jugendliche unter 18 Jahre und 15,7 Prozent waren Menschen über 65 Jahre.

## Orte im County
- Adaburg
- Aetnaville
- Arnold
- Askin
- Baizetown
- Beaver Dam
- Beda
- Bells Run
- Buford
- Centertown
- Ceralvo
- Coffman
- Combs Ford
- Cool Springs
- Cromwell
- Dogwalk
- Dukehurst
- Dundee
- Echols
- Ellmitch
- Flint Springs
- Fordsville
- Hartford
- Haynesville
- Heflin
- Herbert
- Highview
- Horse Branch
- Horton
- Jingo
- Ken Wye
- Kirtley
- Magan
- Matanzas
- McHenry
- Mount Pleasant
- Narrows
- Neafus
- Nineteen
- No Creek
- Oak Grove
- Olaton
- Pleasant Ridge
- Point Pleasant
- Prentiss
- Ralph
- Renfrow
- Rob Roy
- Rockport
- Rosine
- Scottown
- Select
- Shreve
- Shultztown
- Simmons
- Smallhous
- Sulphur Springs
- Sunnydale
- Taffy
- White Run
- Windy Hill
- Wysox